# Klinik Nette-Gut für Forensische Psychiatrie
Die Klinik Nette-Gut für Forensische Psychiatrie an der Rhein-Mosel-Fachklinik Andernach, kurz Klinik Nette-Gut, ist eine psychiatrische Klinik in Weißenthurm, Rheinland-Pfalz. Es handelt sich um eine Forensik. Träger ist das Unternehmen Landeskrankenhaus mit Sitz in Andernach. Sie ist mit der Rhein-Mosel-Fachklinik Andernach eng verbunden.
Die Klinik ist mit 390 Behandlungsplätzen im stationären Bereich sowie über 170 ambulant betreuten Personen die größte
Maßregelvollzugseinrichtung des Landes Rheinland-Pfalz. Die Klinik verfügt über 580 Arbeitsplätze.